# Вулиця Старий Шлях
Старий Шлях — головна вулиця селища Таромське Новокодацького району Дніпра.
Старий Шлях був основною дорогою від старовинного Таромського й Сухачівки до залізничної станції Сухачівка, що була зведена на вершині плато.
Бере початок на верховині степового плато й спускається у пониззя Дніпра. Перші 550 метрів до Новоселівської вулиці, вулиця рівнинна. Наступні 1900 метрів до впливу Золотоосінської вулиці спускається на 108 метрів. Остання 1200 метрів до Мостової вулиці, — рівнинна.
Довжина вулиці — 3700 метрів, підйом — 105 метрів.

## Історія
Вулиця була перейменована радянською владою більшовиків на честь Сергія Кірова по його смерті у 1934 році.
Перейменована на вулицю Старий Шлях розпорядженням виконуючого обов'язки міського голови Дніпропетровська № 897-р від 26 листопада 2015 року.

## Будівлі
- № 2 — середня школа № 124,
- № 3 — поштове відділення 49020,
- № 4 — будівля колишньої Таромської селищної ради,
- № 6 — магазин «АТБ» № 317,
- № 15 — Культурно-просвітницький центр «Іскра», колишній кінотеатр.

## Перехресні вулиці
- вулиця Михайла Лояна,
- вулиця Генерала Волівача,
- Лікарняний провулок,
- вулиця Сєрова,
- Лікарняна вулиця,
- Коханівська вулиця,
- провулок Назарія Яремчука,
- Новоселівська вулиця,
- Червоний провулок,
- Промислова вулиця,
- Робітничий провулок,
- Робітнича вулиця,
- вулиця Мальвова,
- Ювілейна вулиця,
- вулиця Некрасова,
- Гірська вулиця,
- Хизовська вулиця,
- Садова вулиця,
- Золотоосінська вулиця,
- Заборинська вулиця,
- Звилиста вулиця,
- Берегова вулиця,
- Мостова вулиця.